# Trono

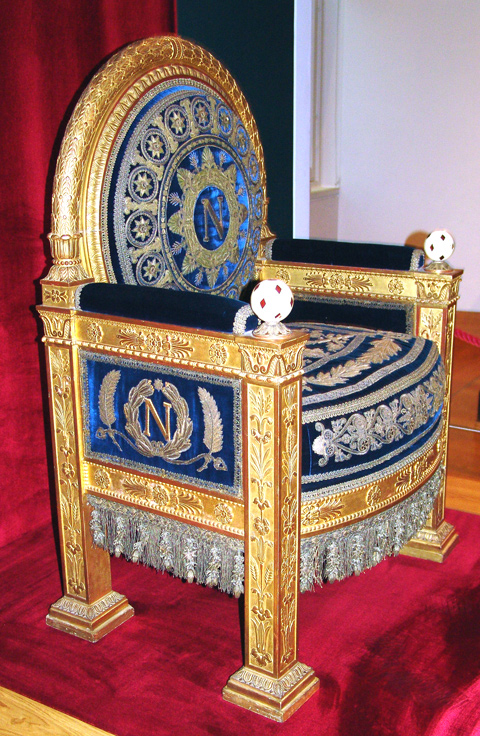
O trono de Napoleão.

O trono ou sólio é um assento elevado em que se senta o soberano em ocasiões solenes. É símbolo da forma monarquista de governo.
Ao  referir-se a um trono, pode também entender-se, através duma figura de linguagem, posição máxima ou de poder, como na frase Ele irá assumir o trono.